# Theo Fitzau
Theo Fitzau, nemški dirkač Formule 1, * 10. februar 1923, Köthen, Nemčija, † 18. marec 1982, Groß-Gerau, Nemčija.

## Življenjepis
V svoji karieri je nastopil le na domači dirki za Veliko nagrado Nemčije v sezoni 1953, kjer je z dirkalnikom AFM privatnega moštva odstopil v tretjem krogu. Umrl je leta 1982.

## Popolni rezultati Formule 1
(legenda) (odebeljene dirke pomenijo najboljši štartni položaj, poševne pa najhitrejši krog, †-uvrščen kljub odstopu)
| Leto | Moštvo            | Šasija | Motor          | 1   | 2   | 3   | 4   | 5   | 6  | 7       | 8   | 9   | Prv | Toč |
| ---- | ----------------- | ------ | -------------- | --- | --- | --- | --- | --- | -- | ------- | --- | --- | --- | --- |
| 1953 | Helmut Niedermayr | AFM U8 | BMW Straight-6 | ARG | 500 | NIZ | BEL | FRA | VB | NEM Ret | ŠVI | ITA | -   | 0   |